# Baie de Canche et couloir des trois estuaires
Baie de Canche et couloir des trois estuaires este o arie protejată (sit de importanță comunitară — SCI) din Franța întinsă pe o suprafață de 33.306 ha, integral pe uscat.

## Localizare
Centrul sitului Baie de Canche et couloir des trois estuaires este situat la coordonatele 50°20′46″N 1°29′18″E / 50.34611°N 1.48833°E.

## Înființare
Situl Baie de Canche et couloir des trois estuaires a fost declarat arie specială de conservare în baza directivei 92/43 din 1992 referitoare la conservarea habitatelor naturale și a faunei și florei sălbatice pentru a proteja 7 specii de animale.

## Biodiversitate
Situată în ecoregiunea atlantică, aria protejată conține 6 habitate naturale: Bancuri de nisip acoperite în permanență slab de apă marină, Estuare, Terase mlăștinoase și terase nisipoase neacoperite de apă la reflux, Vegetație anuală la limita mareei, Salicornia și alte specii anuale care populează regiunile mlăștinoase și nisipoase, Pășuni atlantice udate de apa mării (Glauco-Puccinellietalia maritimae).
La baza desemnării sitului se află mai multe specii protejate:
- mamifere (3): Halichoerus grypus, focă obișnuită (Phoca vitulina), marsuin (Phocoena phocoena)
- pești (4): Alosa alosa, Lampetra fluviatilis, Petromyzon marinus, somonul (Salmo salar)